# Condado de Churchill
O Condado de Churchill (em inglês:  Churchill County) é um dos 16 condados do estado americano de Nevada. A sede e única localidade incorporada do condado é Fallon. Foi fundado em 1861.

## Geografia
De acordo com o United States Census Bureau, o condado possui uma área de 13 012 km², dos quais 12 770 km² estão cobertos por terra e 242 km² por água.

## Demografia
Segundo o censo nacional de 2010, o condado possui uma população de 24 877 habitantes e uma densidade populacional de 2 hab/km². Possui 10 826 residências, que resulta em uma densidade de 0,8 residências/km².